# 王瑞康
王瑞康(1965年6月—)，教授，长期从事生物医学光学检测技术领域研究，华盛顿大学生物工程系和眼科终身教授，中国教育部第四批“长江学者”特聘教授，拥有专利数十项，发表论文数百篇。

## 学术兼职
美国光学学会、国际光学工程学会会员、美国国家基金终审评委。
《Journal of Biomedical Optics》、《Physics in Medicine and Biology》等期刊编委。